# پیچی آلونسو
آنخل «پیچی» آلونسو هررا(انگلیسی: Pichi Alonso؛ زادهٔ ۱۷ دسامبر ۱۹۵۴) بازیکن فوتبال و مدیر فوتبال بازنشسته اسپانیایی است.
یکی از پر گل‌ترین بازیکنان دوران خودش بود، گرچه هرگز جام جایزه پیچیچی را بدست نیاورد. وی در طول ۱۱ فصل با باشگاه فوتبال بارسلونا در مجموع ۲۶۱ بازی و ۱۰۷ گل در لالیگا به دست آورد و پنج عنوان بزرگ کسب کرد.